# Simon Wiesenthal Center

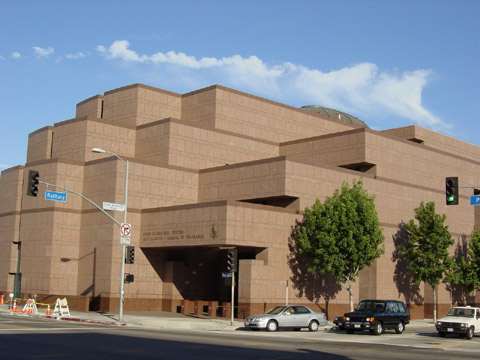
Het Simon Wiesenthal-center in Los Angeles

Het Simon Wiesenthal Center is een internationale Joodse mensenrechtenorganisatie met meer dan 400.000 leden die zich toelegt op het levend houden van de herinnering aan de Holocaust en de strijd tegen antisemitisme .
Het centrum is een niet-gouvernementele organisatie erkend door de Verenigde Naties en de Raad van Europa. Het centrum heeft zijn hoofdkantoor in Los Angeles en heeft daarnaast kantoren in New York, Toronto, Miami, Jeruzalem, Parijs en Buenos Aires.

## Doelstellingen en activiteiten
- Onderwijs over Holocaust en tolerantie
- De juridische vervolging van nazioorlogsmidadigers
- Bijhouden van een jaarlijkse Top-Tien van volgens het SWC antisemitische organisaties (2021: bv Iran, de BBC, Unilever (vanwege Ben & Jerry's ), University of Southern California, Twitter, Jewish Voice for Peace)[1].
- Tegengaan van de aanzet tot haat op het internet
- Tegengaan van neonazi's en andere extremistische organisaties.

Het Simon Wiesenthal Center bestrijdt echter niet alleen actief het antisemitisme maar spreekt zich ook uit over de problemen van de staat Israël:
- Verdediging van de veiligheid van Israël
- Een einde maken aan de rol en de invloed van de UNRWA in het onderwijs (en de humanitaire hulp) van de Palestijnse gebieden
- In het kader van de Gaza-oorlog (2023- ...) eist het Simon Wiesenthal Center ook de vrijlating van de gijzelaars die door Hamas gevangengenomen zijn.

Het Simon Wiesenthal Center beheert ook een museum, het Museum of Tolerance in Los Angeles.

## Geschiedenis
Simon Wiesenthal, een Jood die de Holocaust overleefde, voelde zich geroepen om alle nazi's die zich schuldig gemaakt hadden aan genocide voor een rechtbank te krijgen. Door de activiteiten van Simon Wiesenthal verslapte de aandacht voor de Holocaust en de daders hiervan niet. In 1977 werd het Simon Wiesenthal Center opgericht. Wiesenthal zelf fungeerde daarbij weliswaar als naamgever, maar was verder niet betrokken bij de oprichting of de leiding van het Center.
In juli 2002 begon Operation Last Chance in Vilnius onder leiding van Efraïm Zuroff, de directeur van het Wiesenthalcentrum in Jeruzalem, om de laatste nog voortvluchtige oorlogsmisdadigers op te sporen en te berechten. Deze operatie verspreidde zich over de landen Estland, Letland en Litouwen en leverde 36 verdachten op die nog vrij rondliepen. In december 2003 kreeg deze operatie een vervolg in Oostenrijk en ten slotte in januari 2005 in Berlijn. Een van de namen die eruit sprong, was Aribert Heim, een Oostenrijkse voortvluchtige nazi.